# КМКМ
Кікосі Маалум ча Кузуя Магенда або просто КМКМ (англ. Kikosi Maalum cha Kuzuia Magendo) — професіональний танзанійський та занзібарський футбольний клуб з міста Унгуджа, Занзібар. Клубні кольори — блакитний та білий. Домашні поєдинки проводить на стадіоні «Унгуджа Парк», який вміщує 5000 глядачів. Один з найуспішніших клубів Занзібару.

## Історія
«Кікосі Маалум ча Кузуя Магенда» було засновано в місті Унгуджа. У 1984 році КМКМ виграв Танзанійську Прем'єр-лігу. Також п'ять разів ставав переможцем занзібарської Прем'єр-ліги. Окрім цього клуб тричі перемагав у кубку Танзанії та одного разу в кубку Занзібару, а в 1984 році завоював Кубок общини Занзібар. Ці успіхи дозволили КМКМ 7 разів кваліфікуватися до клубних континентальних змаганнях. Найкращим результатом КМКМ в континентальних турнірах став вихід у 1/4 фіналу Кубку володарів кубків 1978.

## Досягнення
- Прем'єр-ліга Танзанії
  -  Чемпіон (1): 1984

- Прем'єр-ліга Занзібару
  -  Чемпіон (5): 1984, 1986, 2004, 2013, 2014

- Кубок Танзанії
  -  Володар (3): 1977, 1982, 1983

- Кубок Занзібару
  -  Володар (1): 2002

- Кубок Занзібарської общини
  -  Володар (1): 2013

## Статистика виступів
| Сезон | Турнір                     | Раунд      | Клуб                   | Вдома | На виїзді | Загалом |
| ----- | -------------------------- | ---------- | ---------------------- | ----- | --------- | ------- |
| 1978  | Кубок володарів кубків КАФ | 1          | Сімба                  | 2-0   | 1-1       | 3-1     |
| 1978  | Кубок володарів кубків КАФ | 1/4 фіналу | Муфуліра Вондерерс     | т.п.1 | т.п.1     | т.п.1   |
| 1983  | Кубок володарів КАФ        | 1          | КАПС Юнайтед           | 2-3   | 0-4       | 2-7     |
| 1984  | Кубок володарів КАФ        | 1          | Аль-Меррейх (Омдурман) | 0-1   | 0-1       | 0-2     |
| 1985  | Кубок володарів кубків КАФ | 1          | Пауер Дайнамос (Кітве) | 0-4   | 1-2       | 1-6     |
| 2005  | Ліга чемпіонів КАФ         | Попередній | Тускер                 | 1-4   | 0-3       | 1-7     |
| 2011  | Кубок конфедерації КАФ     | Попередній | Мотема Пембе           | 0-2   | 0-4       | 0-6     |
| 2014  | Ліга чемпіонів КАФ         | Попередній | Дедебіт                | 2-0   | 0-3       | 2-3     |
| 2015  | Ліга чемпіонів КАФ         | Попередній | Аль-Хіляль (Омдурман)  | 1-0   | 0-2       | 1-2     |

1- КМКМ покинув турнір.